# Amphiporus griseus
Amphiporus griseus är en djurart som tillhör fylumet slemmaskar, och som först beskrevs av William Stimpson 1855.  Amphiporus griseus ingår i släktet Amphiporus och familjen Amphiporidae. Inga underarter finns listade i Catalogue of Life.